# Wielka wsypa
Wielka wsypa – polska komedia sensacyjna z 1992 roku w reżyserii Jana Łomnickiego, przedstawiająca w sfabularyzowanej formie powstanie i upadek Bezpiecznej Kasy Oszczędności. Zdjęcia kręcono w Warszawie. Sequelem jest film Szczur (1995).
W 2020 roku film został poddany rekonstrukcji cyfrowej i udostępniony jest na platformie 35mm.online.

## Obsada
- Jan Englert − Jarek Bronko vel hrabia Branicki
- Krzysztof Wakuliński − Ryszard, pułkownik SB
- Marcin Troński − taksówkarz „Frankie”, prawa ręka Branickiego
- Gustaw Lutkiewicz − szatniarz w hotelu "Polonia", były ubek
- Mariusz Benoit − Zenon Walasek, oddziałowy w więzieniu
- Mirosław Kowalczyk − pokerzysta
- Mirosław Konarowski – Władek, brat Branickiego
- Marek Cichucki − więzień zamawiający „O dwóch takich co ukradli księżyc”
- Ewa Gawryluk − Iruśka, kochanka Branickiego
- Marzena Trybała − kelnerka Hanka
- Beata Ścibakówna − Ewa, sekretarka Branickiego
- Cezary Pazura − działacz opozycji
- Katarzyna Bargiełowska − prostytutka Mariolka
- Witold Dębicki − Kazio, kapitan SB
- Włodzimierz Bednarski – celnik (nie występuje w napisach)
- Paweł Burczyk − współwięzień Branickiego (nie występuje w napisach)
- Robert Czebotar − funkcjonariusz MO (nie występuje w napisach)
- Zbigniew Suszyński − strażnik w areszcie (nie występuje w napisach)
- Monika Świtaj − barmanka